# 드라이 클리닝

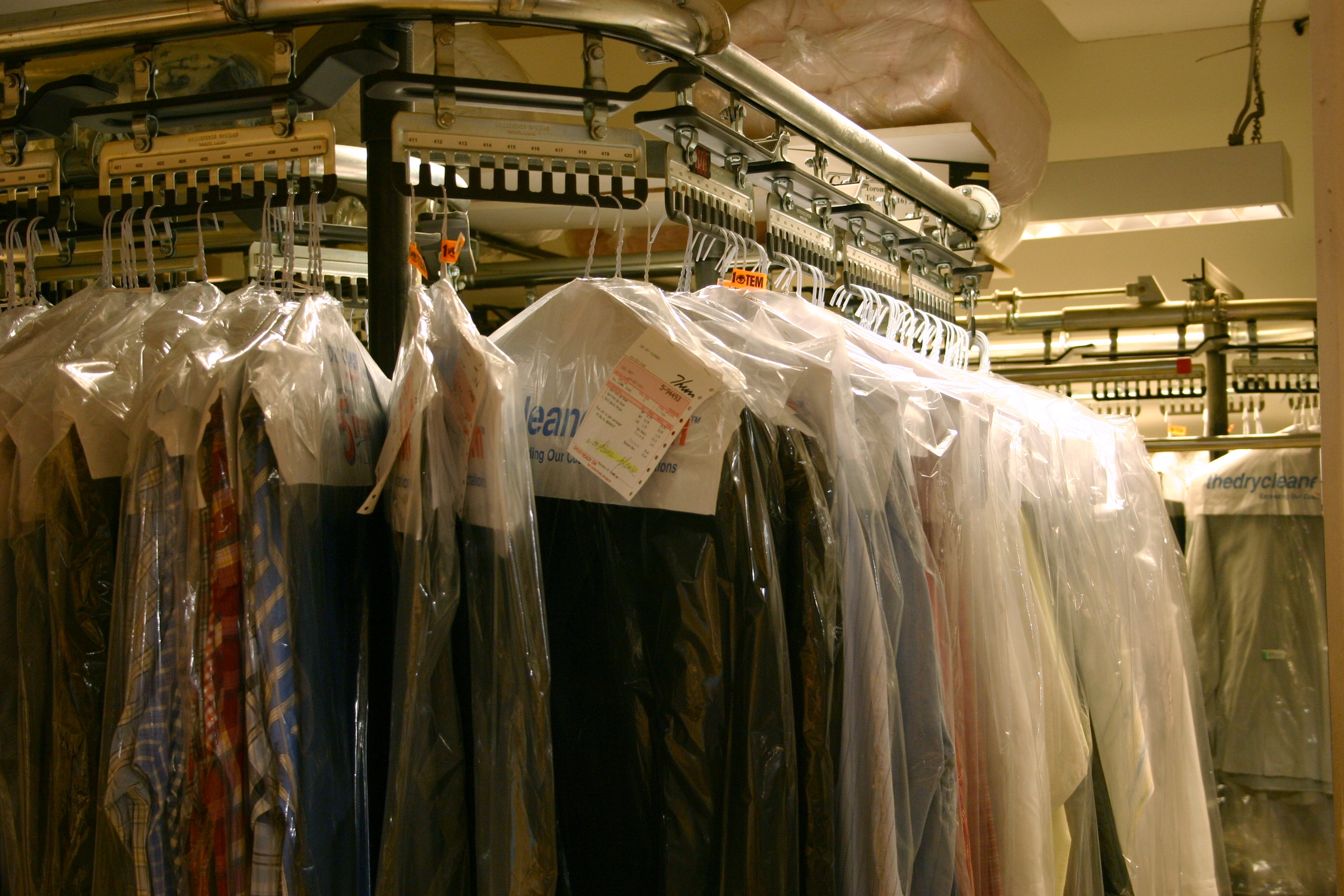
드라이 클리닝을 하기 위해 옷걸이에 걸린 수많은 옷들

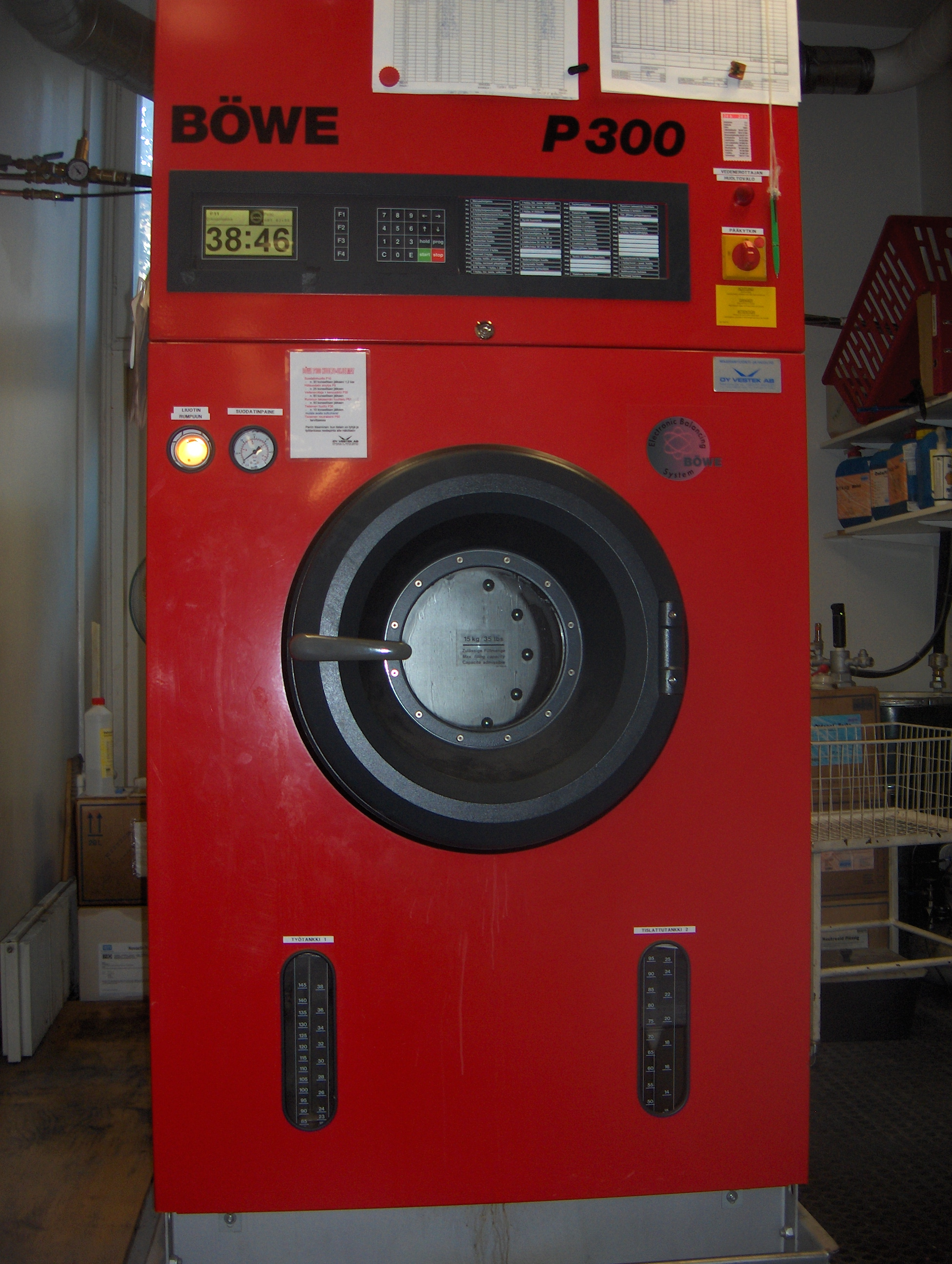
현대의 드라이 클리닝 기계

드라이 클리닝(영어: dry cleaning, 문화어: 화학세탁, 화학빨래)은 물 대신 유기 용제를 사용하여 세탁하는 방법이다. 빨랫감이 손상되지 않고 옷 모양이 변하지 않으며, 옷을 통째로 빨 수 있고 건조가 빨라 물로 세탁하면 손상되기 쉬운 모·견·아세테이트 등의 직물 세탁에 적당하다. 하지만, 유기 용제는 인화성이 있으므로 화기에 주의하여야 하며, 값이 비싸고, 기름때 이외의 오염물은 제거되지 않아 깨끗하지 않다. 가정에서의 드라이 클리닝은 재킷의 칼라나 소맷부리·넥타이·가죽 장갑 등의 간단한 세탁에 이용된다.

## 역사
토머스 L. 제닝스(Thomas L. Jennings)는 드라이 스코링(dry scouring)이라는 상업 드라이 클리닝 공정을 발명하고 1821년 3월 3일 US 3,306X 특허 번호로 특허를 낸 최초의 인물이다. 이러한 종류의 특허를 받은 최초의 아프리카계 미국인이었다.
테레빈유를 사용한 상업 드라이 세탁의 얼리 어답터는 1825년 파리의 졸리 벨린이다.

## 기호
국제 GINETEX 세탁 기호에 따른 기호는 다음과 같다. X표가 되어 있는 것은 드라이 클리닝이 허용되지 않음을 의미한다.

전문 클리닝 기호
드라이 클리닝, 탄화수소계 용제 전용 (HCS)
가벼운 클리닝, 탄화수소계 용제 사용
매우 가벼운 클리닝, 탄화수소계 용제 사용
드라이 클리닝, 테트라클로로에틸렌 (PCE) 전용
가벼운 클리닝, PCE 사용
매우 가벼운 클리닝, PCE 사용
드라이 클리닝 금지

## 같이 보기
- 세탁